# Maira bicolor
Maira bicolor là một loài ruồi trong họ Asilidae. Maira bicolor được Joseph & Parui miêu tả năm 1987. Loài này phân bố ở miền Ấn Độ - Mã Lai.